# Bachianas brasileiras no 5
Les Bachianas brasileiras no 5, écrites en 1938 et en 1945, constituent l'œuvre musicale sans doute la plus célèbre du compositeur brésilien Heitor Villa-Lobos,. Composées pour une formation de 8 violoncelles et une voix de soprano, elles s'articulent en deux mouvements, une aria et une danse. Le premier mouvement a d'ailleurs été transcrit pour piano et voix de soprano puis pour guitare et voix de soprano par Villa-Lobos lui-même.
Villa-Lobos emploie des caractéristiques de la musique de Bach, comme « une ressource folklorique universelle riche, profonde comme les musiques populaires de tous les pays, expression directe des peuples ».
Le premier mouvement Aria (Cantilena) - Adagio a été dédié à Arminda Villa-Lobos. Les paroles de ce mouvement sont de Ruth Valadares Corrêa, et la composition présente des similitudes avec des œuvres comme l' Aria de Jean-Sébastien Bach et la Vocalise (1915) de Sergueï Rachmaninov.
Villa-Lobos a écrit cette composition en deux temps. Le deuxième mouvement a été composé après que Villa-Lobos ait composé la dernière de ses Bachianas Brasileiras, la numéro neuf.

## Structure de l'œuvre

### Ária
Ce premier mouvement, en la mineur, est le plus connu ; il est structuré selon le schéma A-A'-B-A.
Après une introduction aux violoncelles, jouée deux fois, le chant commence. La partie A est une vocalise (sans parole) d'une grande difficulté d'exécution, car ayant un ambitus assez élevé. Cette partie est ensuite jouée en variante A' avec un violoncelle soliste, et les autres violoncelles en accompagnement.
La partie B est un poème décrivant la beauté du ciel le soir (paroles de Ruth V. Corrêa).
Tarde, uma nuvem rosea lenta e transparente,

Sobre o espaço sonhadora e bela!
Chaque vers est psalmodié, en allant de l'aigu vers le grave. L'accompagnement aux violoncelles suit de près le chant, avec des dissonances absentes de la partie A.
Le thème initial A est alors repris, mais à bouche fermée.

### Dança
Le second mouvement est la Dança (Martelo) - Allegretto (1945) (poème de Manuel Bandeira).
En mettant le terme "Martelo" dans cette deuxième section, Heitor Villa-Lobos fait référence non pas à un type de danse du nord-est du Brésil, mais à un style poétique connu sous le nom de Martelo (pt), qui est l'une des modalités les plus anciennes de la littérature de cordel.

## Poème
Les vers du  poème employés dans l'aria écrit par Ruth Valadares Côrrea sont les suivantes :
« Ária (Nuvem rósea)

Tarde uma nuvem rósea lenta e transparente

Sobre o espaço, sonhadora e bela!

Surge no infinito a Lua docemente

Enfeitando a tarde, qual meiga donzela

Que se apresta e a linda sonhadoramente

Em anseios d'alma para ficar bela

Grita ao céu e a terra toda a natureza!

Cala a passarada aos seus tristes queixumes

E reflete o mar toda a sua riqueza

Suave a luz da Lua desperta agora

A cruel saudade que ri e chora!

Tarde, uma nuvem rósea lenta e transparente

Sobre o espaço, sonhadora e bela! »
— Ruth Valadares Côrrea
        
« Aria (Nuage rose)

Après-midi, un nuage rose lent et transparent

Sur l'espace, le rêve et la beauté !

La lune se lève doucement dans l'infini

Ornant l'après-midi, comme une douce jeune fille

Qui se hâte et rêve sa belle

Dans le désir de son âme d'être belle.

Toute la nature crie au ciel et à la terre !

Fais taire les oiseaux à leurs tristes cris

Et la mer reflète toute sa richesse

Le doux clair de lune réveille maintenant

Le désir cruel qui rit et pleure !

Après-midi, un nuage rose, lent et transparent

Sur l'espace, le rêve et la beauté ! »

## Accusation de plagiat
La partition connue du premier mouvement attribue les paroles à Ruth Valladares Corrêa, qui a chanté lors de la première audition. Au journal "A Noite", le 20 mars 1939, le bahianais Altamirando de Souza a affirmé que Heitor Villa-Lobos avait entendu un de ses poèmes en 1938 et, un mois plus tard, l'avait sollicité en disant qu'il allait "utiliser" l'un d'eux dans une pièce. Mais, n'ayant pas été crédité, il a accusé Villa-Lobos de plagiat.
L'affaire a été jugée en avril 1939, mais Heitor Villa-Lobos avait déjà fourni un autre texte pour cette composition, celui de Ruth Valladares Corrêa.
Pour Marisa Gandelman, avocate spécialisée dans le droit d'auteur en musique, « les poètes mis en musique par Villa-Lobos, semble-t-il, se sont sentis honorés ou s'en sont moqués. C'était une informalité créative. Il y a au moins un autre cas avec Villa-Lobos, la querelle avec le poète Catulo da Paixão Cearense sur l'utilisation du poème Rasga o Coração  dans les Choros no 10 (pt). »
Plus tard, Altamirando de Souza sera également accusé de plagiat par le natif d'Alagoas Jayme de Altavilla, qui pointe du doigt le "détournement" de son sonnet "Você" - publié par Altavilla dans la revue Fon-Fon (pt) en 1926, et reproduit par Altamirando en février 1939.
En 2019, la partition originale a été découverte, et on peut y voir que Villa-Lobos a bien accordé le crédit à Altamirando de Souza, mais, semble-t-il, ils n'ont pas été pressés sur les disques vinyles.

## Discographie sélective
L'œuvre dispose de très nombreux enregistrements qui l'ont popularisé dès 1945. Villa-Lobos a écrit avec fierté à un ami : 

« Avez-vous vu le disque que j'ai fait avec CBS ? Bachianas brasileiras n°5  a été nommé meilleur disque 1946 ! »

- Les enregistrements de référence sont sans doute ceux dirigés par le compositeur :
  - le premier, en 1945, avec Bidu Sayão, dédicataire[réf. nécessaire] et créatrice de l'œuvre, réédité sur disque numérique (CD), en particulier dans la collection Masterworks Heritage (Columbia),
  - le second, en 1956, avec Victoria de los Ángeles et l'Orchestre national de la Radiodiffusion française[1], que l'on peut trouver sur disque numérique (CD) dans la collection "EMI Classics". Cet enregistrement récolte encore les premiers prix des tribunes de disques[1].

- La mezzo-soprano Elīna Garanča a repris la partie A de l'œuvre dans son album « Aria Cantilena » (Deutsche Grammophon)
- En outre, on peut en écouter une version avec des arrangements de Wayne Shorter dans son album « Alegría ».
- La chanteuse américaine Joan Baez a repris la partie A de l'œuvre dans son album Joan Baez/5 (1964)[6].
- La chanteuse française Frida Boccara a repris la partie A de l'œuvre dans son album "L'Année où Piccoli..." (1978), dans une version française, sur un texte d'Eddy Marnay.
- Dans l'intégrale des (9) Bachianas Brasileiras de Enrique Bátiz avec l'Orchestre philharmonique royal (1985), Barbara Hendricks chante l'Aria et la Dança.